# UL/KR
UL/KR – polski duet muzyczny z Gorzowa w składzie: Błażej Król i Maurycy Kiebzak-Górski, tworzący w odrealnionym duchu alternatywnym, inspirując się mrocznym niemieckim romantyzmem, łączą gitarę klasyczną z elektroniką. 
Wydany w 2012 roku debiutancki album UL/KR został bardzo dobrze przyjęty, został wybrany przez Gazetę Wyborczą jako „Polska Płyta Roku”. W 2013 duet wydał płytę pt. Ament, która również otrzymała pochlebne recenzje. Muzycy występowali między innymi na Off Festivalu, Open’erze i na koncertach z cyklu Męskie Granie. Zespół zapowiedział koniec działalności, ostatni koncert miał odbyć się w Warszawie 23 stycznia 2014.

Chcieliśmy grać ambient, ale wyszły nam piosenki rodem z bulgoczących bagien.

## Dyskografia

### Albumy
- 2012-03-09: UL/KR [Thin Man Records]
- 2013-04-12: Ament [Thin Man Records]